# What Price Hollywood?
What Price Hollywood? is een Amerikaanse dramafilm uit 1932 onder regie van George Cukor.

## Verhaal
Mary Evans is een eenvoudige serveerster. Dankzij Max Carey, een regisseur met een drankprobleem, schopt ze het tot filmster. Ze krijgt een relatie met miljonair Lonny Borden, maar hij heeft al snel genoeg van het leven in Hollywood.

## Rolverdeling
| Acteur            | Personage    |
| ----------------- | ------------ |
| Constance Bennett | Mary Evans   |
| Lowell Sherman    | Max Carey    |
| Neil Hamilton     | Lonny Borden |
| Gregory Ratoff    | Julius Saxe  |
| Brooks Benedict   | Muto         |
| Louise Beavers    | Meid         |